# Nelson Carvalho
Pour les articles homonymes, voir Carvalho.
 (décembre 2016).
Nelson Carvalho combattant professionnel de MMA Suisse originaire du Portugal.

## Biographie
Nelson Carvalho dit être d'origine portugaise, être arrivé à Peseux lorsqu'il avait 5 ans, et que son père est un karatéka.
En mars 2015, en battant Kenta Takagi, il est sacré champion du monde de combat libre (MMA) à Nagoya au Japon, chez les welters, une couronne décernée par le Heat, une prestigieuse fédération de MMA japonaise,,.
Il est directeur d’une académie de sports de combat à Neuchâtel,.
En 2017 il cesse les combats en arts martiaux mixtes et décide de se consacrer à son rôle d’entraîneur,.

## Combat
- 18 septembre 2010 : Samuel Piron, victoire, soumission
- 30 avril 2011 : Paddy Doherty, victoire, soumission
- 26 novembre 2011 : Damien Lapilus, défaite, soumission
- 12 mai 2012 : Guber dos Santos Santana, victoire, tko
- 6 octobre 2012 : Harun Kina, défaite, tko
- 1 juin 2013 : Wanderson Silva, victoire, ko[9].
- 31 mai 2014 : Harun Kina, victoire, soumission
- 20 septembre 2014 : Olavo Belo, défaite, tko
- 22 mars 2015 : Kenta Takagi, victoire, ko
- 28 novembre 2015 : Christoph Hector, victoire, soumission
- 6 mars 2016 : Gota Yamashita, victoire, soumission
- 25 juin 2016 : Maarten Wouters, victoire, soumission
- 2017 : Sung Won Son, défaite[7],[8], dans la catégorie des moins de 77 kilogrammes[10].